# Vanil·lòidies
Les Vanil·lòidies (nom llatí Vanilloideae) formen una subfamília d'orquídies.
Lindley (1836) i també Garay (1986) la tractaven com una família separada, Vanillaceae. Però es consideren més aviat com un subgrup d'orquídies monandres. Tanmateix des del punt de vista molecular, aquest clade és més aviat germana de la subfamília Epidendroideae i la subfamília Orchidoideae dins les Orchidaceae i, per tant, actualment es considera com una subfamília.
La subfamília Vanilloideae conté 15 gèneres amb unes 180 espècies, que pertanyen a les tribus Pogonieae i Vanilleae. És endèmica en les regions tropicals d'Àsia, Austràlia i Amèrica i es pot doncs considerar com a pantropical.

## Classificació
Les espècies en la tribu Pogonieae tenen el marge del llavi laciniat. La tribu conté cinc gèneres: Cleistes, Duckeella, Isotria, Pogonia i Pogoniopsis amb 77 espècies en total.
Les espècies de la tribu Vanilleae són plantes llargues i la tija gruixuda i suculenta i amb el llavi sense esperó. Conté 172 espècies repartides en deu gèneres: Clematepistephium, Cyrtosia, Dictyophyllaria, Epistephium, Eriaxis, Erythrorchis, Galeola, Lecanorchis, Pseudovanilla i Vanilla.